# William Whewell

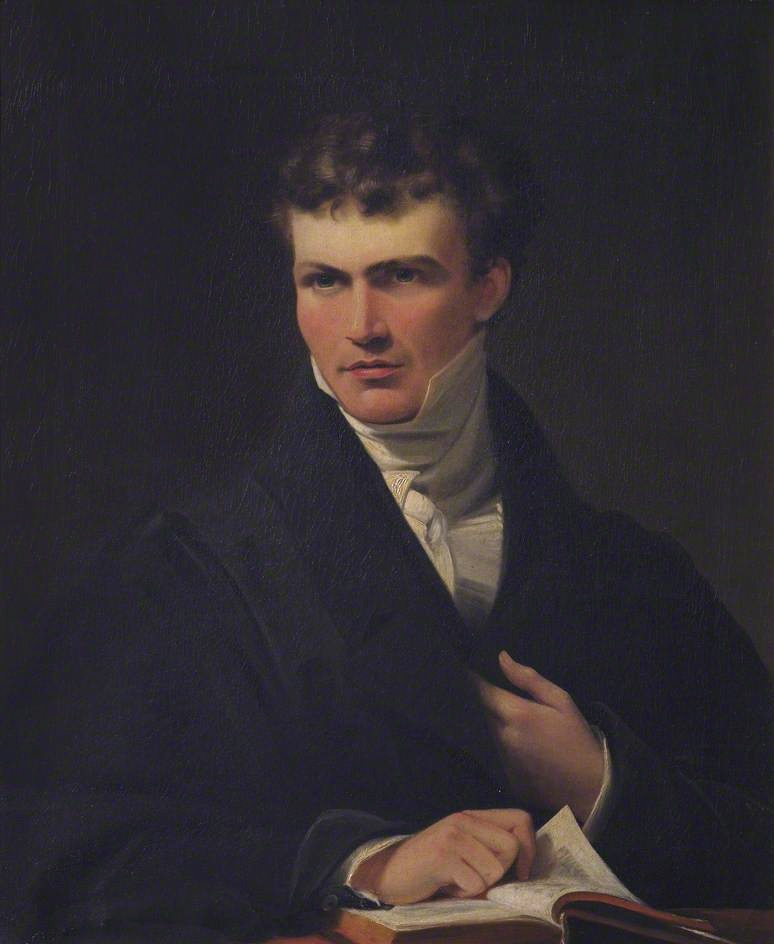
William Whewell, Gemälde von James Lonsdale (1777–1839) aus dem Jahr 1825

William Whewell (* 24. Mai 1794 in Lancaster; † 6. März 1866 in Cambridge) war ein britischer Universalgelehrter.

## Leben und Wirken
Whewell war das älteste Kind der sieben Kinder von John Whewell († 1816), einem Schreinermeister, und dessen Frau Elizabeth Bennison († 1807). Er wurde zunächst an der Blue School von Lancaster und später der dortigen Grammar School unterrichtet. 1810 wechselte er auf die Grammar School in Heversham.
Am 23. September 1811 wurde Whewell als „Sizar“ am Trinity College in Cambridge zugelassen und am Michaelistag 1812 immatrikuliert. Für sein Poem Boadicea wurde ihm 1814 die Chancellor’s Gold Medal verliehen. 1815 wurde er „Scholar“ des Trinity Colleges. 1816 erwarb er dort, als Zweiter Wrangler, den Grad eines Baccalaureus artium (B. A.) und belegte den zweiten Platz beim Smith-Preis. 1817 wurde Whewell „Fellow“ des Trinity College und außerdem Präsident des Debattierclubs Cambridge Union Society. 1819 erlangte er den Grad eines Magister artium (M. A.).
Von 1828 bis 1832 war er Professor für Mineralogie und von 1838 bis 1855 Knightbridge Professor für Moralphilosophie („moral theology and casuistical divinity“) an der Universität Cambridge.
Whewell starb 1866 auf dem Gelände des Trinity College in Cambridge durch einen tödlichen Sturz vom Pferd. In seinem Testament stiftete er unter anderem den Whewell-Lehrstuhl für internationales Recht an der Universität Cambridge, der zwei Jahre nach seinem Tod etabliert wurde.

## Wortschöpfungen
Zu seinen bleibenden Beiträgen zur Wissenschaft zählen Whewells Wortschöpfungen. Er nutzte 1834 in einem Review von Mary Somervilles On the Connexion of the Physical Sciences erstmals das Wort „scientist“, das englische Wort für Wissenschaftler. In derselben Schrift widersprach er zudem der These des Philosophen François Poullain de La Barre, der Geist habe kein Geschlecht, und wies Männern und Frauen somit – sich in einen wissenschaftlichen Diskurs seiner Zeit einordnend – eine unterschiedliche aber in beiden Fällen gerechtfertigte Befähigung zur Wissenschaft zu. Vor allem prägte er auf die Bitte von Michael Faraday, dessen Arbeiten zu den chemischen Wirkungen des elektrischen Strom neue Begriffe erforderten, die Termini Anode, Kathode, Anion, Kation und Ion. Weiterhin prägte er den Begriff der Kotidallinie, die Orte gleicher Hochwasserzeit verbindet.

## Ehrungen
Am 13. April 1820 wurde Whewell als Mitglied („Fellow“) in die Royal Society gewählt, die ihn 1837 mit der Royal Medal auszeichnete. 1819 wurde er Mitglied der Cambridge Philosophical Society, 1821 der Astronomical Society of London, 1827 der Geological Society of London, 1829 der Gesellschaft für Naturwissenschaft und Heilkunde zu Heidelberg, 1832 der Society of Antiquaries of London, 1837 der Royal Geographical Society,  1849 der Académie royale de Belgique (assoziiert), 1851 der Societas naturae scrutatorum Helvetorum und 1857 der Académie des sciences morales et politiques (korrespondierend).
1840 wurde Whewell zun Vizepräsidenten des Institut d’Afrique gewählt.
Am 17. März 1845 wurde er als Ehrenmitglied („Honorary Fellow“) in die Royal Society of Edinburgh gewählt. 1847 wurde er als Ehrenmitglied in die American Academy of Arts and Sciences gewählt.
Der britische Polarforscher James Clark Ross benannte 1841 den Mount Whewell in der Antarktis nach ihm. Das neu entdeckte Mineral Whewellit wurde 1852 nach ihm benannt. 1935 wurde der Mondkrater Whewell nach Whewell benannt. 1970 wurde Whewell mittelbar zum Namensgeber des Whewell-Gletschers in der Antarktis.

## Schriften (Auswahl)
Bücher
- An elementary treatise on mechanics. Cambridge 1819 (Digitalisat).
  - 2. Auflage, Cambridge 1824 (Digitalisat).
  - 3. Auflage, Cambridge 1828 (Digitalisat).
  - 4. Auflage, Cambridge 1833 (Digitalisat).
  - 5. Auflage, Cambridge 1836 (Digitalisat).
  - 6. Auflage, Cambridge 1841.
  - 7. Auflage, Cambridge 1847 (Digitalisat).
- An Essay on Mineralogical Classification and Nomenclature. Cambridge 1828 (Digitalisat)
- Astronomy and general physics considered with reference to natural theology. William Pickering, London 1833 (Digitalisat) – Bridgewater Treatise Nr. 3.
  - 2. Auflage, W. Pickering, London 1833 (Digitalisat)
  - 5. Auflage, W. Pickering, London 1836 (Digitalisat)
- The Philosophy of the Inductive Sciences. 1840.
- The Elements of Morality, including Polity. 1845.
- The Philosophy of the Inductive Sciences founded upon their History. 1840. 
  - 2. Auflage, 1847 (Digitalisat)
- History of the Inductive Sciences, from the Earliest to the Present Time. 1837. 
  - 3. Auflage 1873.
- The History of Scientific Ideas. 1858.
- Novum Organon Renovatum. 1858.
- On the Philosophy of Discovery. 1860.
- Six Lectures on Political Economy. 1862.

Zeitschriftenbeiträge
Der von der Royal Society herausgegebene Catalogue of scientific papers vermittelt einen Eindruck über seine mehr als 60 Zeitschriftenbeiträge.
- On the Position of the Apsides of Orbits of great Excentricity. In: Transactions of the Cambridge Philosophical Society. Band 1, 1821, S. 179–191 (Digitalisat).
- On Double Crystals of Fluor Spar. In: Transactions of the Cambridge Philosophical Society. Band 1, 1821, S. 331–342 (Digitalisat).
- A General Method of Calculating the Angles Made by Any Planes of Crystals, and the Laws According to Which They Are Formed. In: Philosophical Transactions. Band 1825, 1825, S. 87–130 (doi:10.1098/rstl.1825.0006, JSTOR:107735).
- On the Rotatory Motion of Bodies. In: Transactions of the Cambridge Philosophical Society. Band 2, 1827, S. 11–20 (Digitalisat).
- On the Classification of Crystalline Combinations, and the Canons by which their Laws of Derivation may be investigated. In: Transactions of the Cambridge Philosophical Society. Band 2, 1827, S. 391–425 (Digitalisat).
- Transactions of the Cambridge Philosophical Society. Volume the third, parts I. II. and III. In: The British critic, quarterly theological review, and ecclesiastical record. Band 9, Nr. 17, 1831, S. 71–90 (Digitalisat).
- Essay towards a first approximation to a map of cotidal lines. In: Philosophical Transactions. Band 123, 1833, S. 147–236 (doi:10.1098/rstl.1833.0013, JSTOR:107992).
- On the Connexion of the Physical Sciences, by Mrs. Somerville. In: The Quarterly Review. Band 51, 1834, S. 54–68 (Digitalisat) – Review.
- Researches on the tides. Thirteenth series. On the tides of the Pacific, and on the diurnal inequality. In: Philosophical Transactions. Band 138, 1848, S. 1–29 (doi:10.1098/rstl.1833.0013, JSTOR:108282) – eine Bakerian Lecture.